# 卡那卡那富族洪水傳說
卡那卡那富族洪水傳說，是台灣卡那卡那富族的大洪水神話，並且帶有本族與拉阿魯哇族的起源與神話關聯在其中。

## 傳說

### 起因
傳說過去卡那卡那富族人還住在納諸納（natsunga，今內本鹿地區以東）時，某天河裡突然由來了一條巨大的鰻魚、堵住了河水，導致河水暴漲、淹沒了許多地方，卡那卡那富族人也和不少動物一起逃往藤包山（naüsurana，又稱珠勞𡛡山，今亦稱鞍輪名山）上。

### 火種
洪水期間，受困於山上的卡那卡那富族因為沒有火種、沒辦法煮飯，所以打算找人幫忙去有火的達努英茲山上取火，山羊隨即自願前往，並且成功游了過去、將火種取回，人類因此得以下廚。

### 水退
因為洪水遲遲不退，人們和野獸再度聚集起來討論對策，這時野豬自告奮勇去擊退鰻魚，知道自己將有去無回的牠也要求族人讓牠的後代永遠都有食物吃，族人答應了，野豬便跳進河中，和巨鰻纏鬥起來，最後終於咬斷了牠的身體、殺了巨鰻，洪水終於開始退去，而牠和巨鰻也一起被水沖走了。

### 後續
洪水退去以後，卡那卡那富族和動物們下山了，卡那卡那富族表示以後會重新開始獵殺動物，讓動物們都很害怕，一聞到他們的味道就會躲得遠遠的。

## 其他
卡那卡那富族的洪水傳說跟鄒族、拉阿魯哇族等鄰近的族群相當類似，特別是拉阿魯哇族，洪水退去原因和情節都基本雷同，在卡那卡那富族的始祖東來說中，拉阿魯哇族和卡那卡那富族原本是生活在納諸納，只是因為洪水期間他們逃到了tanugintsu（疑似卑南主山）上，才就此與卡那卡那富族分道揚鑣。